# Terminal Intermodal Grajaú
O Terminal Intermodal Grajaú é um intercambiador de transportes na Zona Sul de São Paulo, que engloba a Estação Grajaú da Linha 9–Esmeralda, operada pela ViaMobilidade, e um terminal de ônibus da empresa de transporte coletivo SPTrans.

## História
A Estação de Grajaú foi aberta pela FEPASA em 1992, para atender o distrito de Grajaú, como parte da extensão operacional Jurubatuba–Varginha. Inicialmente era composta por duas plataformas de madeira, construídas junto ao pontilhão que passava sobre a Avenida Dona Belmira Marin.  
As duas plataformas tinham atrás de si um barranco com desnível de aproximadamente cinco metros, considerando o nível da avenida. A antiga estação foi desativada em dezembro de 2001, juntamente com o tráfego no trecho Jurubatuba–Varginha, e foi demolida pela CPTM para a construção da extensão da Linha 9–Esmeralda sobre o leito da antiga Linha Sul da Fepasa. 
Em 2008, uma nova estação maior e modernizada foi construída pela CPTM no mesmo local e manteve o nome de Grajaú, com acesso gratuito ao Terminal Grajaú da SPTrans.
Em 20 de abril de 2021, foi concedida para o consórcio ViaMobilidade, composto pelas empresas CCR (atual Motiva) e RUASinvest, com a concessão para operar a linha por trinta anos. O contrato de concessão foi assinado e a transferência da linha foi realizada em 27 de janeiro de 2022.

### Tabela
| Sigla | Estação | Inauguração            | Integração               | Plataformas | Posição    | Notas                                                                                       |
| ----- | ------- | ---------------------- | ------------------------ | ----------- | ---------- | ------------------------------------------------------------------------------------------- |
| GRA   | Grajaú  | 26 de setembro de 1992 | Bilhete Único da SPTrans | Central     | Superfície | Estação construída pela FEPASA Reconstruída pela CPTM e reinaugurada em 21 de abril de 2008 |

### Diagrama da Estação
|  | ↓ a ↓ |

| 1 |

|  | ↑ b ↑ |

|  | ↓ a ↓ |

| 1 |

|  | ↑ b ↑ |

|  | ↓ a ↓ |

| 1 |

|  | ↑ b ↑ |

|  | ↓ a ↓ |

| 1 |

|  | ↑ b ↑ |

## Terminal de Ônibus
O Terminal de Ônibus Grajaú é um terminal de ônibus da cidade de São Paulo, localizado no distrito do Grajaú, intercambiado à estação de trem metropolitano homônima, gerenciada pela ViaMobilidade. Em 2023 foram estimados que 70.000 passageiros passam pelo terminal por dia.

### Concessão
Em novembro de 2022, a prefeitura de São Paulo, por meio da autarquia municipal SPTrans, iniciou o processo de concessão de terminais de ônibus à iniciativa privada. A concessionária vencedora fica responsável a partir da assinatura do contrato pela administração, conservação e manutenção do terminal.
O Terminal Grajaú foi incluso no Bloco Sul (Laranja), juntamente com os terminais Água Espraiada, Bandeira, Capelinha, Guarapiranga, Jardim Ângela, João Dias, Parelheiros, Santo Amaro e Varginha que teve a empresa SPE São Paulo Sul S.A como vencedora do processo de concessão.